# Loi de cantonnement des troupes
Loi de cantonnement des troupes (Quartering Act en anglais) désigne au moins deux lois votées par le Parlement du Royaume-Uni, en 1765 et en 1774.

## Loi de 1765
La première loi, du 24 mars 1765, prévoit que le Royaume-Uni logera ses soldats en Amérique dans des casernes et des bâtiments publics, mais que si le nombre de soldats est plus important que le nombre de ces logements, alors ils prendront leurs quartiers dans des auberges, des étables, des dépôts de vivres, ainsi que dans les maisons des marchands de vin, de rhum, de cognac, d'eau de vie, de cidre ou d'hydromel, et que si ce nombre est toujours insuffisant, ils logeront dans des maisons inhabitées, des abris, des granges ou autres bâtiments, requérant de leurs habitants (ou en leur absence, des représentants officiels) de leur fournir nourriture, alcool, bougies, vinaigre, sel, literie et ustensiles, à titre gracieux.

## Loi de 1774
Le 2 juin 1774, le Parlement vote un groupe de lois dont une nouvelle loi de cantonnement des troupes. Cette loi est l'un des Actes intolérables, dont le but est d'assurer la juridiction britannique sur les treize colonies d'Amérique du Nord. La nouvelle loi de cantonnement des troupes étend la précédente législation, il est prévu que les troupes ne soient pas seulement logées dans des bâtiments commerciaux ou vides mais aussi dans des maisons habitées. La loi sera vivement contestée, symbolisant pour les colons les dangers potentiels et les abus que l'on peut attendre d'une troupe d'occupation.

## Conséquences aujourd'hui
Les deux lois conduisirent directement au troisième amendement de la Constitution des États-Unis, qui interdit formellement aux troupes américaines de prendre leurs quartiers sans l'accord du propriétaire des lieux. Un pur produit de leur époque, les Acts et le troisième amendement n'ont été le sujet que d'un seul cas judiciaire en plus de deux cents ans (Engblom v. Carey (en)).

## Source
- (en) Cet article est partiellement ou en totalité issu de l’article de Wikipédia en anglais intitulé « Boston Port Act » (voir la liste des auteurs).